# Вальйо-Базиліката
Вальйо-Базиліката (італ. Vaglio Basilicata) — муніципалітет в Італії, у регіоні Базиліката,  провінція Потенца.
Вальйо-Базиліката розташоване на відстані близько 320 км на південний схід від Рима, 11 км на схід від Потенци.
Населення — 2050 осіб (2014).
Щорічний фестиваль відбувається третьої неділі травня. Покровитель — San Faustino.

## Демографія
Населення за роками:

Станом на 1 січня 2023 року в муніципалітеті офіційно проживало 57 іноземців з 11 країн, серед них 19 громадян країн Євросоюзу та 3 громадяни України.

## Сусідні муніципалітети
- Альбано-ді-Луканія
- Бриндізі-Монтанья
- Канчеллара
- П'єтрагалла
- Потенца
- Тольве
- Трикарико